# Hendrick Dungaeus
Hendrick Dungaeus (van den Dungen, van Dungen, de Dungen), geboren Henrick Sebert van der Westerlaecken, (Den Dungen, 1510/1511 ~ Antwerpen, 14 September 1596), was een Brabants Kanunnik en Apostolisch protonotaris.

## Levensloop
Hendrick Dungaeus werd geboren in een familie van gegoede landbezitters. Zowel zijn vader als opa waren actief in de kerk, als Heilige Geestmeester en kapelheer.
Hij studeerde Theologie en Rechten in Rome en verkreeg de titels magister en doctor. Tussen 1542 en 1545, en opnieuw in 1558 - 1559 verbleef hij in Rome als penitencier van Sint-Pieter en als biechtvader van de paus. Hier werd hij ook benoemd tot Pronotarius Apostolicus. Hij werkte actief aan het verbeteren van vele geschriften van kardinaal Hosius.
Later keerde hij terug naar de Nederlanden en werd Kannunik in de Onze-Lieve-Vrouwekathedraal in Antwerpen. Hij werkte nauw samen met Bisschop Sonnius, zij waren verre verwanten. Hij trad op als zaakgelastigde van Sonnius bij de paus tijdens de oprichting van het nieuwe Bisdom 's-Hertogenbosch.
Het is aannemelijk dat Dungaeus vanwege zijn familiebanden en als vertrouweling aan het pauselijk hof een belangrijk rol gespeeld heeft bij de verheffing van de Sint-Jacobus de Meerderekerk in Den Dungen tot parochiekerk in 1569.
Historicus L. Schutjes bevestigt dat Henrick Seberts "aan de wieg stond" van het Bossche bisdom.
Hendrick overleed op 14 September 1596, op 85-jarige leeftijd en werd begraven in de Onze-Lieve-Vrouwekathedraal te Antwerpen. Zijn latijnse grafschift luidt:
“Heer en Meester Henrick Seberts van den Dungen, doctor in de theologie en in de rechten, protonotaris en kanunnik van de Lievevrouwekerk.”